# Al-Sahib Ibn Abbad
Pour les articles homonymes, voir Abbad.
Al-Sahib Ibn Abbad (en arabe : الصاحب بن عباد) est un vizir, mécène et homme de lettres bouyide, né à Istakhr le 14 septembre 938 et mort le 30 mars 995 à al-Rayy. Il fut le vizir des émirs bouyides Mu'ayyid al-Dawla puis Fakhr al-dawla. L'histoire littéraire arabe l'a surtout retenu comme mécène et protecteur de plusieurs érudits et écrivains parmi les grandes figures du Xe siècle, tels al-Hamadhani (l'inventeur de la maqâma), Abû Dulaf, ou encore Uqayl al-Ukbarî.

## Le mécène et l'homme de lettres
Il a joué selon Ibn Tahir al-Baghdadi un rôle de premier plan dans la diffusion de la théologie mutazilite d'Abu Hashim al-Jubba'i : « La plupart des mutazilites de notre temps suivent sa doctrine [celle d'Abu Hashim], par suite de la propagande que lui a fait Al-Ṣāḥib Ibn 'Abbād, le vizir des Buwayhides. »
C'est à son invitation que le théologien Abd al-Jabbar s'est installé à Rayy. Il l'a nommé qadi al-qudah (grand cadi).

## Sources et références
1. ↑  Al-farq bain al-firaq, cité par Badawi, Histoire de la philosophie en islam, p. 169. En ligne: https://www.google.fr/books/edition/Histoire_de_la_philosophie_en_Islam/I0ANAAAAIAAJ?hl=fr&gbpv=1&dq=badawi+histoire+de+la+philosophie+en+islam&printsec=frontcover
2. ↑  ʻAbd al-Raḥmān Badawī, Histoire de la philosophie en Islam, J. Vrin, 1972 (lire en ligne), p. 200